# Фаркаш, Карой
Карой Фаркаш (венг. Farkas Károly; 1843, Решица, Трансильвания, ныне Румыния, — 16 февраля 1907, Будапешт) — деятель венгерского и международного рабочего движения.

## Биография
По профессии рабочий-металлург. В возрасте 25 лет в феврале 1868 в Темешваре (нынешняя Тимишоара) стал одним из организаторов Всеобщего рабочего союза (венг. Áltálanos Munkásegylet), находившегося на нелегальном положении. Всобщий рабочий союз, бывший нелегальной секцией 1-го Интернационала, считается первой венгерской рабочей социалистической организацией. Основными требованиями ВРС были предоставление всеобщего избирательного права и улучшений условий труда.
В январе 1869 Карой официально назначен уполномоченным 1-го Интернационала по Венгрии. В середине 1869 в рамках Рабочего просветительского общества создал национальную секцию 1-го Интернационала в Пеште. На этом посту активно отстаивал марксистский курс руководства 1-го Интернационала, выступая с критикой бакунинского анархизма и лассальянства. В сентябре 1872 участвовал в работе Гаагского конгресса Интернационала. После подавления Парижской коммуны 1871 версальскими войсками организовал несколько демонстраций солидарности с парижскими коммунарами (крупнейшие прошли 8 и 11 июня 1871 в Будапеште). Организация демонстраций послужила поводом для ареста Фаркаша и других лидеров ВРС, что повлекло за собой запрет и роспуск организации в 1872. Впоследствии Фаркаш был одним из основателей социалистической газеты «Мункаш-Хейти кроника» («Еженедельная рабочая хроника», венг. «Munkas-Heti Kronika», 1873). В 1880 был одним из инициаторов создания Всеобщей рабочей партии (венг. Áltálanos Munkáspárt) — первой левой партии в Венгрии, в 1890 преобразованной в Социал-демократическую партию Венгрии.